# アルフレッド・リヒトヴァルク

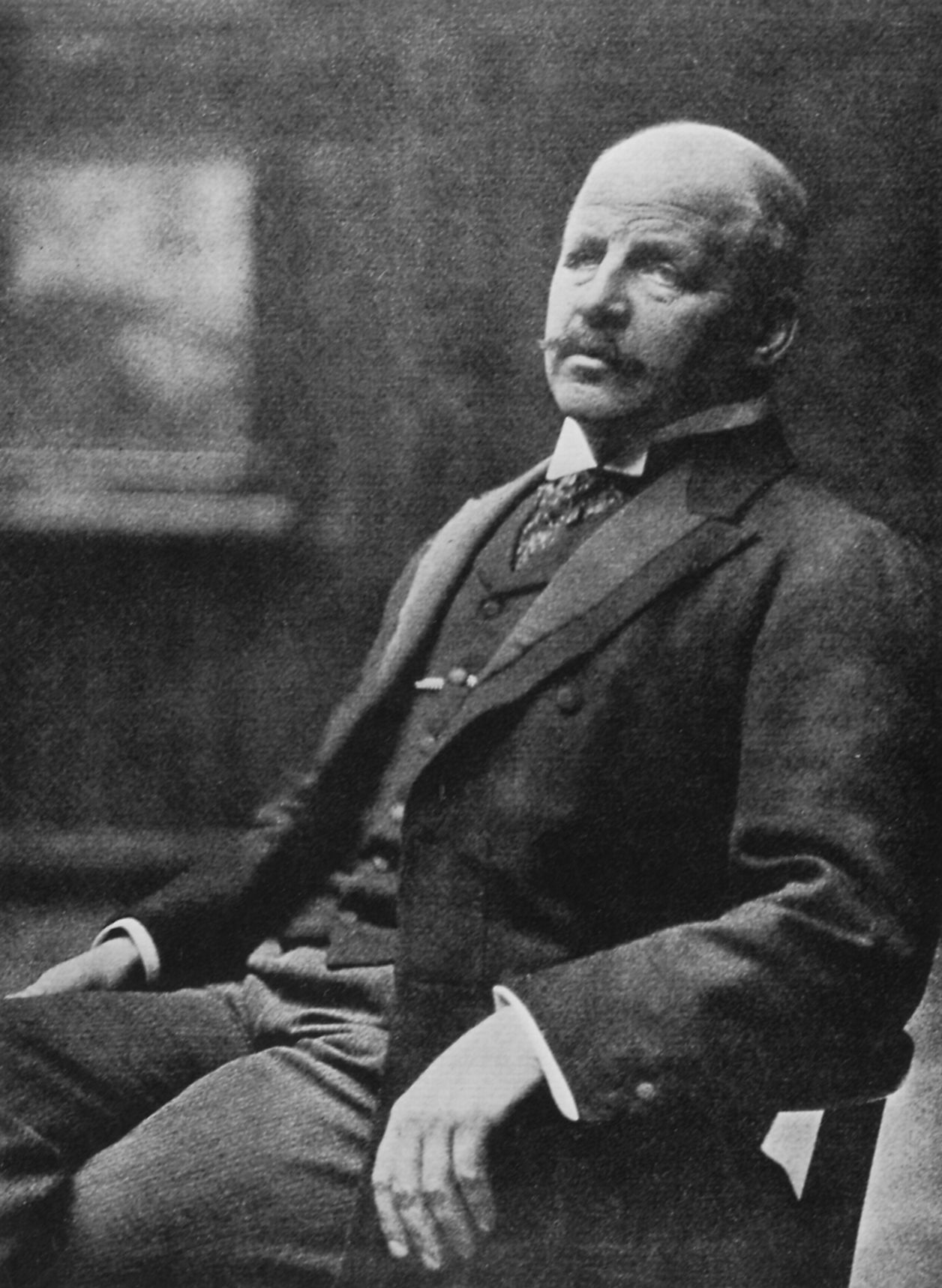
アルフレッド・リヒトヴァルク、ルドルフ・デュールコープ撮影（1899年）

アルフレッド・リヒトヴァルク（Alfred Lichtwark、1852年11月14日 - 1914年1月13日）は、ドイツの美術史家、美術館長、ハンブルクの美術教育者。ドイツにおける美術館教育と芸術教育運動の創設者の一人である。

## 生まれと経歴

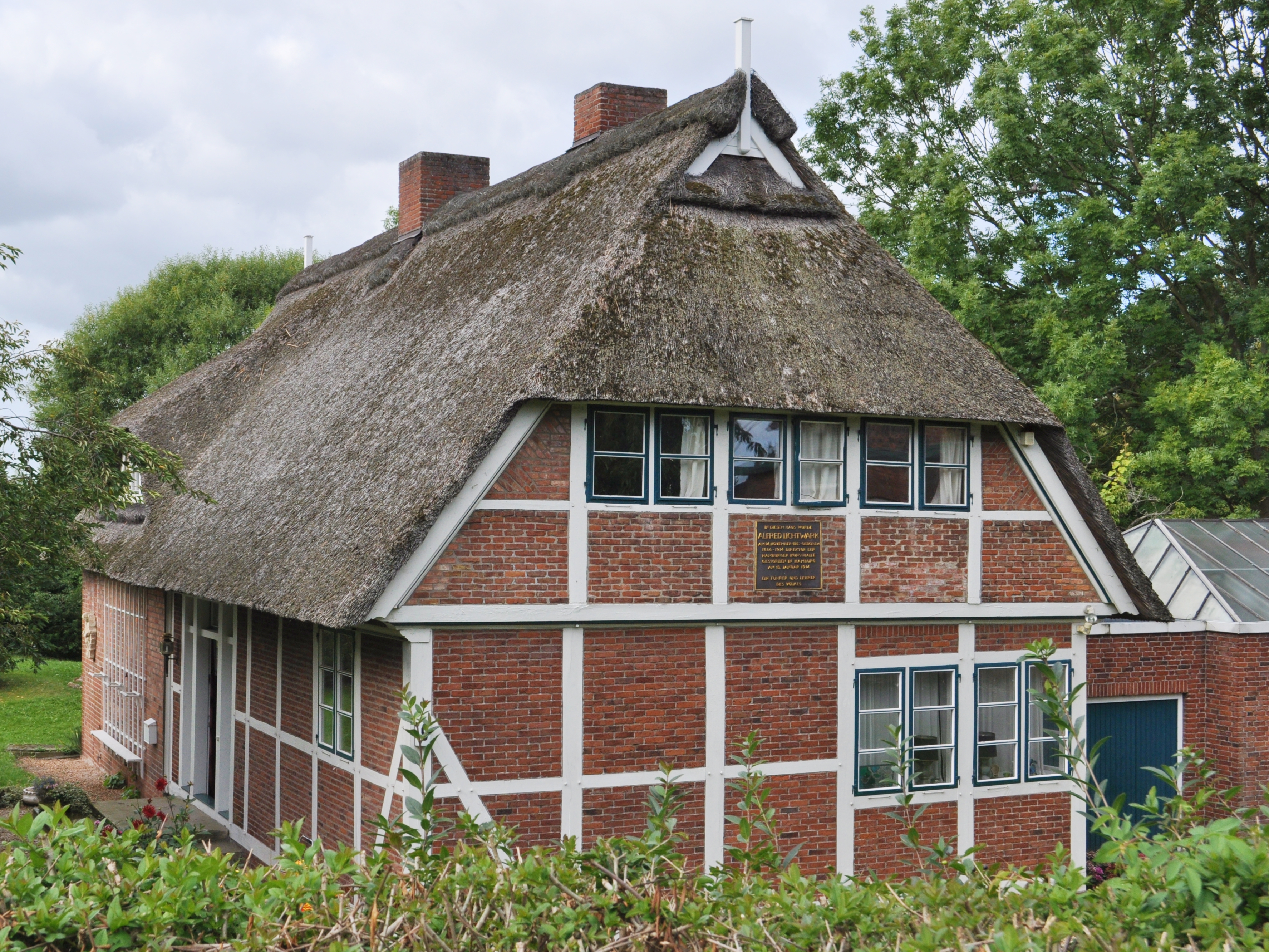
ハンブルク・ライトブロークに現存するリヒトヴァルクの生家

ハンブルクのライトブロークで工場を所有していた製粉業者フリードリヒ・ヨハン・カール・エルンスト・リヒトヴァルクの息子として生まれた。父親は最初の結婚から、すでに3人兄弟がいた。母親はヨハンネ・ヘレーネ・ヘンリエッタ（1829年 - 1909）、旧姓バッハといい、作曲家ヨハン・ゼバスティアン・バッハの直系であるとされている。父は経済状況により1858年に工場売却を強いられ、家族はハンブルクに引っ越した。そこで父親はレストランを経営するが経営状況は芳しくなく、家族は貧困のなかで暮らしていた。公立学校に通ってからは非常に才能がある学生であることを証明し、課外時間に助教師として活躍した。1873年にはアルトナにあるギムナジウムであるクリスティアノイム校でアビトゥーア を得て、ユストゥス・ブリックマン奨学金のおかげでドレスデン、ライプツィヒ、ベルリンで芸術と教育を学んた。学業終了後、彼はベルリンで大学や公立学校の幾つかで働いた。一方で当時の教育学に非常に不満を抱いており、このことが彼の中でのベルリンにおいて新しい学校形態や教育学の考えに導いたのである。 

## ハンブルク美術監督

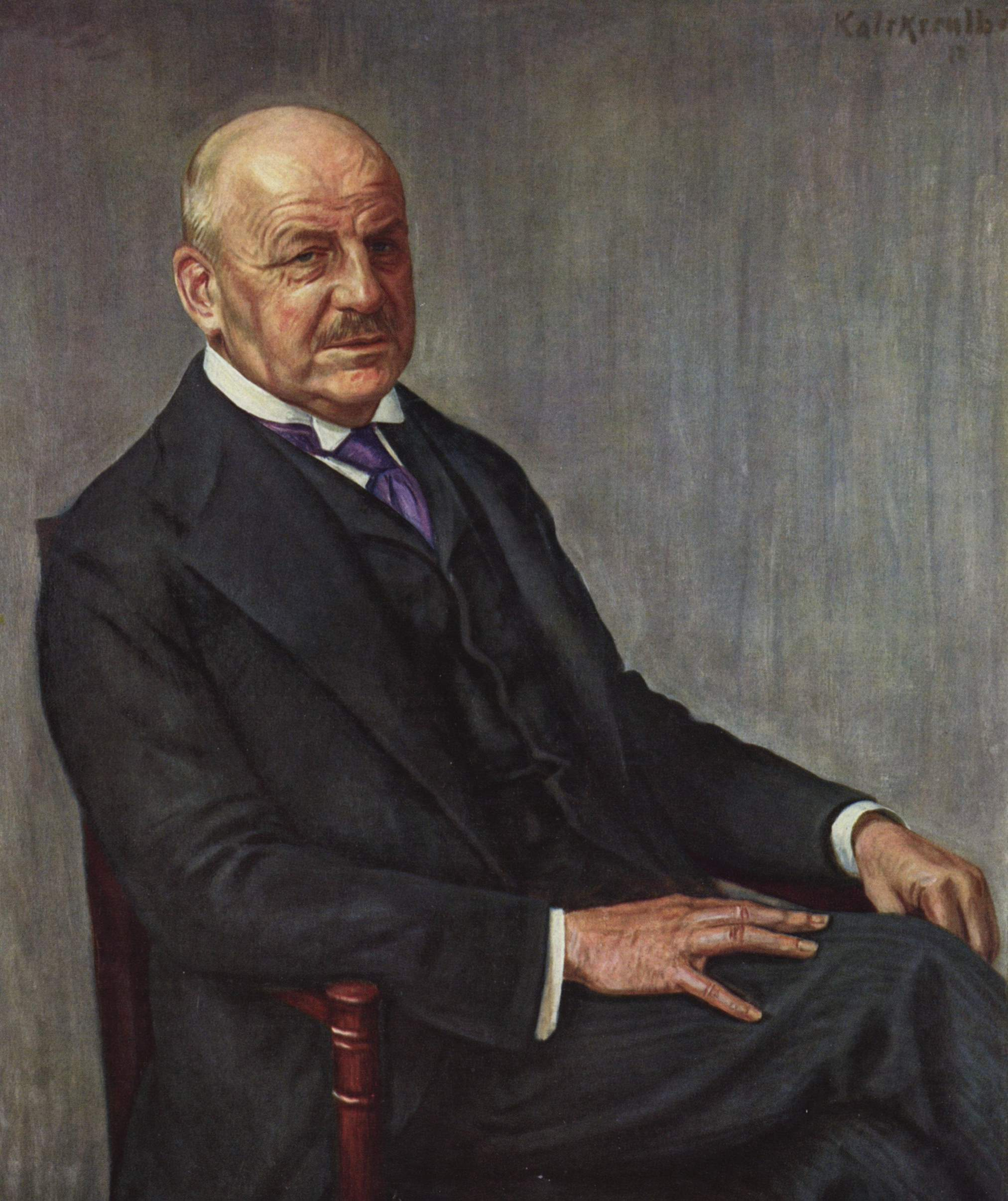
アルフレッド・リヒトヴァルク。レオポルト・フォン・カルクロイト による肖像画（1912年）

1886年になぜハンブルク美術館館長職に就任したのかは不明であるが、1886年12月、ハンブルク美術館の初代館長となってからは収蔵物を体系的に増やし、今日のコレクションはなおもリヒトヴァルクによって構築されたものが基礎となっている。
リヒトヴァルクの収集した美術作品には中世ドイツのベルトラム・フォン・ミンデン（マイスター・ベルトラム）やマイスター・フランケの作品や、ドイツのロマン主義の画家であるカスパー・ダーヴィト・フリードリヒやフィリップ・オットー・ルンゲの作品があり、リヒトヴァルクが活動した19世紀後半の作家であるピエール・ボナール、ロヴィス・コリント、ヴィルヘルム・ライブル、アドルフ・フォン・メンツェル、エドゥアール・ヴュイヤールの作品も集めた。フランスの印象派の作品に強い関心を示す一方で、ハンブルク美術界にも積極的に参画し、ハンブルク芸術家クラブ創設にあたって提唱者の一人となったほか、地元の画家であるゴットハルト・キュールやヴィルヘルム・トリュブナーにも作品を発注した。
故郷のハンブルクを芸術的な記念碑にするという意図は、マックス・リーバーマンやテオドール・ハーゲンなどの画家への注文にもつながり、ドレスデン、ヴァイマル、フランクフルト、ジュネーヴ、パリ、ロンドン、ストックホルムなどへ度々出張して芸術面でのモティーフを探求していた。またマイスター・ベルトラムの作品であり、ハンブルクのペトリ教会からメクレンブルクのグラボウへ移されていた「グラボウの祭壇」をハンブルクへ戻し、1906年にハンブルク美術館で初展示した。また彼は当時の時代精神や、ドイツとヨーロッパ他地域で人々が階層別に分断されている点を批判していた。こうした教育的な考えは結果としてリヒトヴァルク学校の創設につながる。

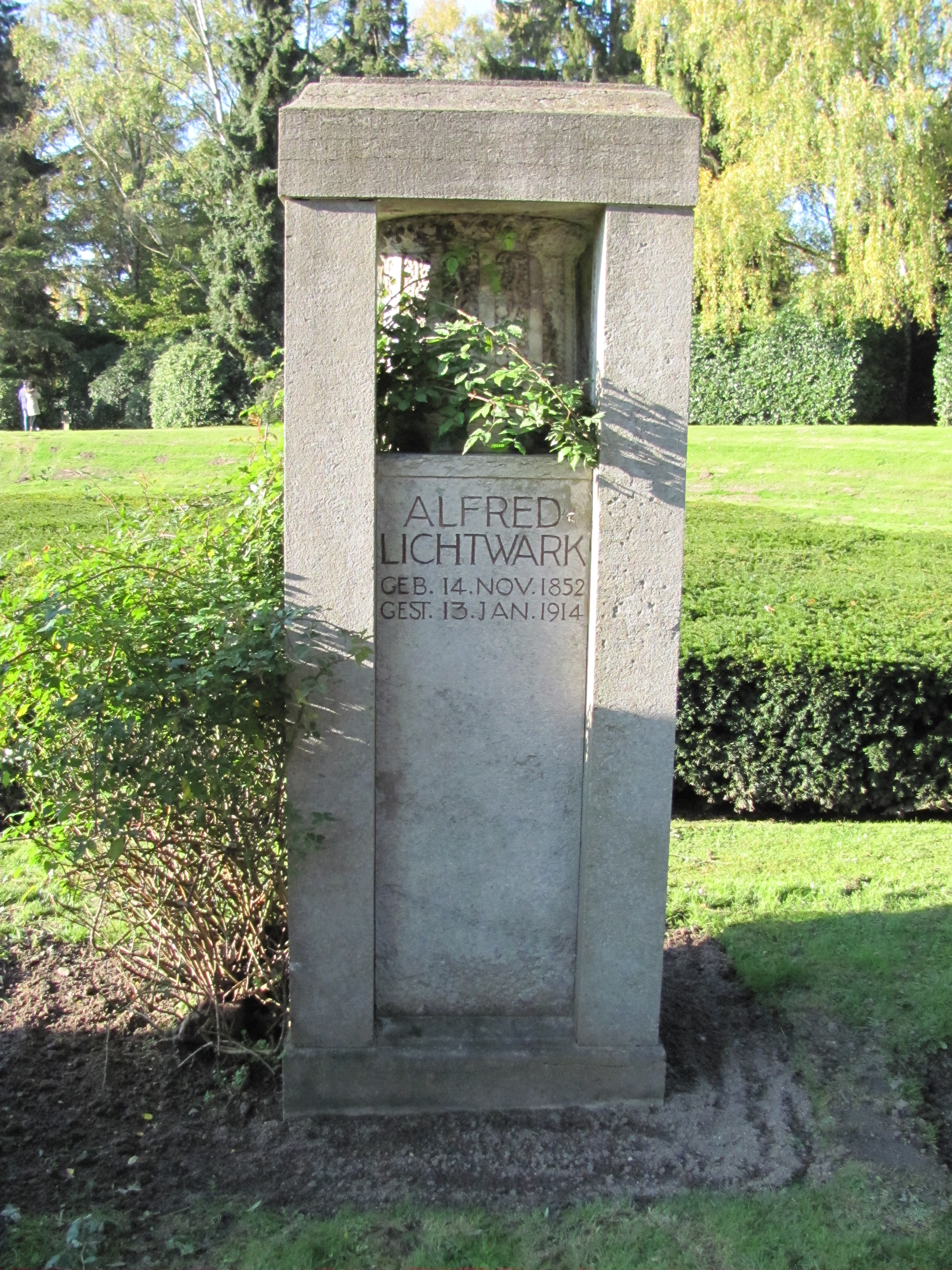
アルト・ハンブルク記念墓地にあるリヒトヴァルクの墓石

リヒトヴァルクはマックス・リーバーマンやレオポルト・フォン・カルクロイト、ハリー・ケスラー伯（美術収集家でもあった文人）の後援者でもあるハンス・オルデ、そして市長のマックス・プレデールと交友関係にあった。 
ハンブルク歴史博物館の創設とそのコンセプトはリヒトヴァルクのイニシアティブと同時に、彼が受けた初期の芸術教育にも由来する。彼は1896年にハンブルク美術館で、子供たちの考え方や描き方についての展覧会を開いた。
リヒトヴァルクは美術品を観察する演習会を開催し、学校生徒たちともに美術館の収蔵品について議論を交わし、そこで得られた知見を講演・出版を通じて自ら広めた。このことによって、彼が博物館教育の創始者のひとりであると考えることができよう。彼は胃癌の末に1914年に死去するまで、ハンブルク美術館の館長を務め続けた。葬儀の席ではマックス・リーバーマンが弔辞を述べ、2か月後には市長マックス・プレデールも出席する公式追悼式典が営まれた。リヒトヴァルクの墓石はフリッツ・シューマッハーによって設計され、シューマッハー自身もまた後年、リヒトヴァルクの隣に葬られた。
19世紀末のドイツに起こった新住宅運動では、アヴェナリウスとともにブロムフィールドの一派として活動した。彼の感化指導で1897年ハンブルクにおいて初めて庭園展示会が開催され、新庭園の作例が示された。また1902年ハンブルクのジードリッヒに市が新たな公園設計案を公表時、案を非難した。
特に彼は当時の社会問題を分析、都市住民の自由な休養レクリエーション欲求を中心にした計画や設計方針を弁護し続けた。ハンブルク芸術家協会会長として、見解をまた教育者として、より多くの人々に理解してもらおうと努力した。
このころ環境の変質および社会的変化、都市化および工業化が世紀末という時代を形づくっていたのであるが、新しいものを得ようとする動きはドイツ造園界にもおよんでおり、まだフリードリッヒ・ルードヴィッヒ・フォン・シュケル、ペーター・ヨセフ・レンネ、ヘルマン・フォン・ピュックラー＝ムスカウらの原則を固く守っている伝統派造園家は、建築・都市建設・美術工芸と合わせ人間の環境を好ましい生活空間につくりあげる可能性として造園を新しくとらえようとする建築家・画家・造園家の一群と対立していたが、リヒトヴァルクもこの新しい一群の一人であった。
彼は多くの著作や講演において、当時の合理主義時代の造園を分析。造園においても合目的性に対応し、機能性・有用性が重要なものさしとなる庭とは居住空間の拡張であり、自然的条件と利用者の要求との関係を示すものとした。
その頃行われていた風景式庭園を、自然との受動的で感傷的な関係を示すものとして拒否した。彼の構成論は、合目的的な古い農家の直角形の庭を手本とし、目的と形の問題を空間の問題に発展させたのである。彼にとって建築と造園とは、まず第ーに空間芸術であったとした。
彼はいろいろな公園の競技設計の審査員としても知られる。また、ハンブルク都市公園計画も彼の「機能-形」論の影響を受けた新しい市民公園の先例と言える。 都市公園についての論説で彼はこう述べている。「新しい公園はすべての層の住民一老いも若きもーが来てくつろげるものでなければならない。特にいろいろな遊びや運動のことを考える必要がある。つまり、水浴、舟遊び、水遊び、キャンプ、乗馬、ダンス、自転車乗りなどの場が必要である。レストランや酪農場、湯治場、さらには展示用の花園も備えておくべきである。」と。

## リヒトヴァルク賞
1951年に自由ハンザ都市ハンブルク議会上院により、彼の生誕100周年を記念してリヒトヴァルク賞が設立され、以降は5年ごとに授与が行われている。

## 名称等
アルフレッド・リヒトヴァルクにちなんで名付けられたもの：
- ハンブルク・エッペンドルフのリヒトヴァルク通（Lichtwarkstraße）
- ハンブルク・ヴィンターフーデのリヒトヴァルク実科学校（1920年から1937年まで）。ハインリッヒ・ヘルツ・実科ギムナジウムと合併して青少年高等学校になり、[4]、1968年に再度改変されて以降はハインリッヒ・ヘルツ・ギムナジウム。著名な卒業生に西ドイツ首相になったヘルムート・シュミットがいる。
- リヒトヴァルクマガジン（Lichtwark-Heft）　-　1948年以来出版されている文化雑誌。当初は月刊で、現在は年刊。出版元はHB-Werbung（Hamburg-Bergedorf、ISSN 1862-3549）
- ハンブルク・ベルゲドルフ区の劇場主催者リヒトヴァルク・ベルゲドルフ・テアター（LICHTWARK BERGEDORF THEATER Haus im Park）。
- 同区のリヒトヴァルク・ハウス（Lichtwarkhaus） - 青少年会館、託児所、勤労者保養施設が設けられている。[5]
- ハンブルクのリヒトヴァルク協会（Lichtwark-Gesellschaft）[6] - 若い芸術家を育成するために、ハインツ・シュピールマン記念英才奨学金を創設。

## 著書
- 『アマチュア写真の重要性』 ナップ、ハレ（ザーレ）1894年。
- 『メダルの再発見』 GerhardKüthmann、ドレスデン、1897年[7]（デジタル化）。
- 『ハンス・ホルバインの死の写真』 ハンブルクのクンストハレでのテストプリントと1547年のライオナー版の後に複製された。Commeter、ハンブルク1897（デジタル版）。
- 『ハンブルク＝ニーダーザクセン』 ゲルハルト・クースマン、ドレスデン1897年（デジタル化）。
- 『ハンブルクの肖像画』 Lütcke＆Wulff、ハンブルク1898年。
- 『芸術作品としての魂』 研究Böcklin。 Bruno Cassirer、ベルリン1899（デジタル化）。
- 『ユリウス・オルダッハ』 Kunsthalle zu Hamburg、ハンブルク1899（デジタル化）。
- 『マイスター・フランケ』 Kunsthalle zu Hamburg、ハンブルク1899（デジタル化）。
- 『芸術作品を考慮した演習』 [原稿は1897年にLütcke＆Wulff Hamburgで印刷] Kühtmann、Dresden 1900（デジタル化）。
- 『3つのプログラム』 （芸術教育の基礎 第4巻） Bruno Cassirer、ベルリン1902年（デジタル化）。
- 『実践から』（芸術教育の基礎 第5巻） Bruno Cassirer、ベルリン1902年（デジタル化）。
- 『ディレッタンティズムの分野から』（芸術教育の基礎 第13巻） Bruno Cassirer、ベルリン1902年（デジタル化）。
- 『公園と庭園の研究 ハンブルク市立公園、ハイデガルテンの問題』 Bruno Cassirer、ベルリン1909年（デジタル化）。

写真エッセイ
- 『肖像写真のインキュナーベルン』 In： 写真レビュー 。第14回 ヴィンテージ、1900年、25頁以降。 （デジタル化）
- 『ハンブルク展』 In： 写真レビュー。 10年、1896年、13〜17ページ、51〜54ページ（デジタル化）。
- 『アマチュア写真家と自然』 In： 写真レビュー。第七 ヴィンテージ、1893年、378頁以降、424頁以降。 （デジタル化）

## 文献
- Henrike Junge-Gent： Alfred Lichtwark。 時間の間に。 （= Hamburger Kunsthalleの歴史に関する研究。 ボリューム3）。 German Art Publishing、ベルリン2012、ISBN 978-3-422-07142-1。
- ルドルフGrosskopff： アルフレッドLichtwark。 Ellert and Richter、ハンブルク2002、ISBN 3-8319-0076-0（略歴）。
- Alfred Hentzen: Lichtwark, Alfred. In: Neue Deutsche Biographie (NDB). Band 14, Duncker & Humblot, Berlin 1985, ISBN 3-428-00195-8, S. 467–469 (電子テキスト版). In： New German Biography （NDB）。 バンド   １４、Duncker&Humblot、ベルリン１９８５、 ＩＳＢＮ ３−４２８−００１９５−８ 、ｐ。   467-469 （ デジタル化 ）
- Werner Kayser： Alfred Lichtwark。 （= ハンブルク書誌。 第19巻） クリスチャン、ハンブルク1977年、ISBN 3-7672-0531-9（書誌）。
- HansPräffcke： アートコンセプトAlfred Lichtwarks 。 Olms、Hildesheimら1986、ISBN 3-487-07731-0。
- Carsten Meyer-Tönnesmann ： 1897年のハンブルク芸術家クラブ。 Atelier im Bauernhaus、Fischerhude 1997、ISBN 3-88132-255-8。
- 清永信正： アルフレッド・ライトワーク：文化政策としての美術教育。 Kopaed、Munich 2008、ISBN 978-3-86736-117-0。
- Harald Richert： Alfred Lichtwark - フラワーラブアンドガーデンアート。 ： Lichtwark小冊子 。 2004年第69号
- Elisabeth Scheele： Lichtwarkの芸術教育への取り組みの思い出： Lichtwark小冊子。 1961年、第21号。